# Rue Mbakas
 (juillet 2025).
La rue Mbakas encore appelée Mbaka, est une voie située dans le quartier Poto-Poto dans la ville de Brazzaville en République du Congo.

## Histoire et origine
La rue Mbakas est créée en 1948 dans le quartier Poto-Poto à Brazzaville et classée parmi les artères emblématiques de la capitale politique congolaise. Son histoire s’inscrit dans la dynamique urbaine et socioculturelle de la ville, marquée par la diversité de ses habitants, l'ambiance et le brassage ethnique. Les noms des rues dans ce quartier rappellent habituellement l’origine ethnique des premiers habitants qui les ont ouvertes. Elle s’inscrit ainsi dans cette tradition toponymique, évoquant l’histoire des migrations et des communautés qui façonnent le quartier. Comme la rue des Mongo, la rue des Mbochi, ou la rue Mbakas, soulignant ainsi la richesse du melting-pot de Brazzaville.

## Description

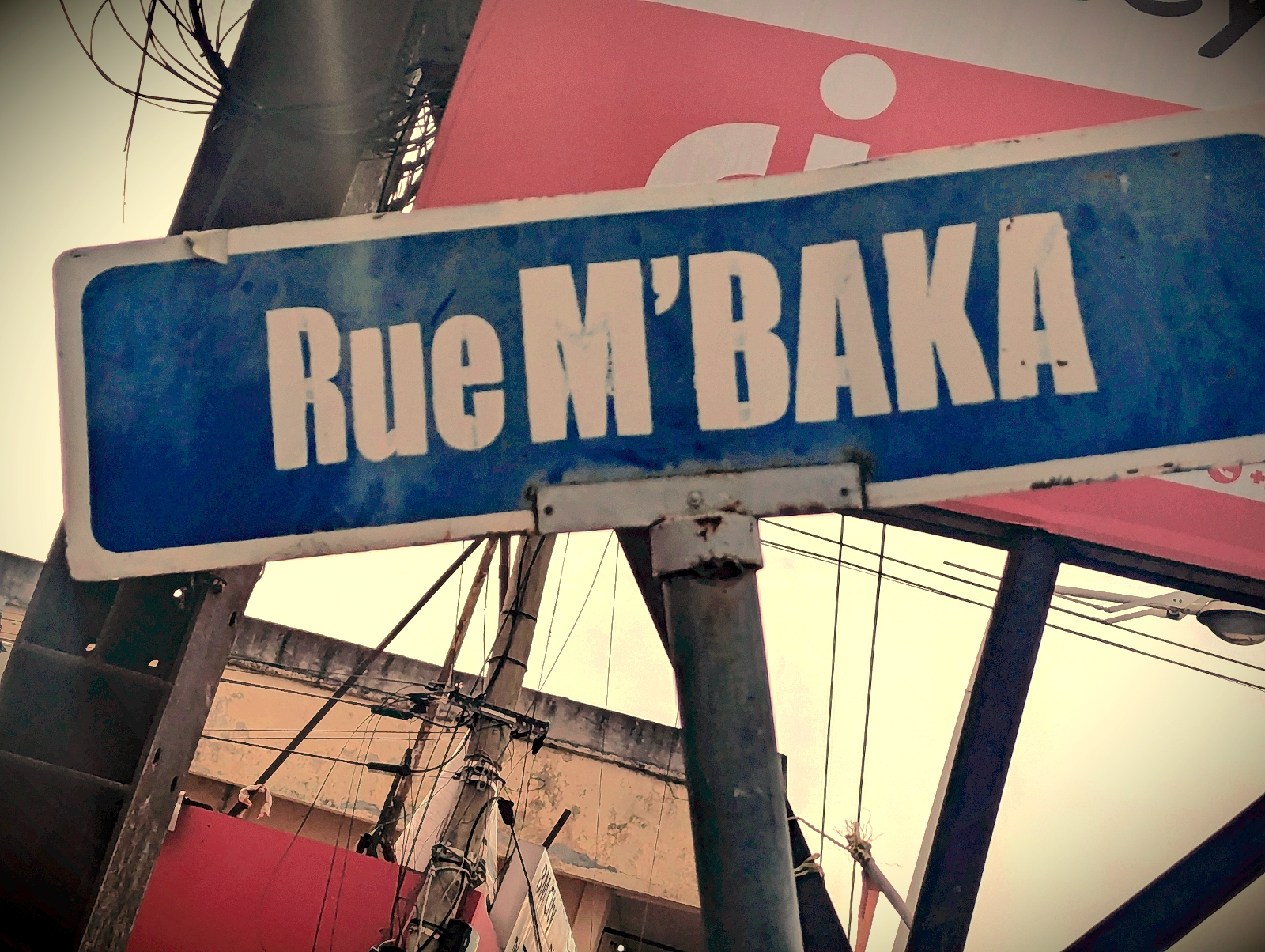
Lieux de Brazzaville quartier Poto-poto

### Situation et accès
La rue Mbakas forme l’une des ceintures les plus importantes du marché Poto-Poto, cœur économique et social de la ville. Elle est accessible et est un point névralgique du commerce local, pour l’achat de tissus et pagnes africains. Plusieurs boutiques spécialisées y sont installées, qui proposent une large gamme de tissus et d’articles de prêt-à-porter. Elle est animée, rythmée par le va-et-vient des taxis vert-blanc, des vendeurs ambulants et des clients venus de toute la ville.